# Psychotria interstans
Psychotria interstans är en måreväxtart som beskrevs av Karel Domin. Psychotria interstans ingår i släktet Psychotria och familjen måreväxter. Inga underarter finns listade i Catalogue of Life.